# Jadranka Kosor
Jadranka Kosor (Pakrac, 1 juli 1953) is een Kroatisch journalist en politicus. Van 6 juli 2009 tot 23 december 2011 was zij premier van Kroatië.
Kosor studeerde rechten aan de Universiteit van Zagreb en werkte na haar afstuderen als journalist voor de radio en ook als correspondent voor de BBC. Gedurende de onafhankelijkheidsoorlog in Kroatië had ze een eigen radioprogramma waarin ze onderwerpen behandelde als de vluchtelingenproblematiek en de oorlogsslachtoffers en oorlogsveteranen met problemen.
In 1995 werd ze verkozen als parlementslid namens de Kroatische Democratische Unie (HDZ) en werd ook waarnemend parlementsvoorzitter. In die periode was ze tevens van 1995 tot 1997 en van 2002 tot 2008 vicevoorzitter van de HDZ. In 2003 werd ze minister voor familiezaken, veteranen en solidariteit tussen de generaties in de regering van Ivo Sanader. In 2005 werd ze gekozen tot presidentieel kandidaat van haar partij. Ze bereikte de tweede plaats in de eerste ronde en versloeg Boris Mikšić met een paar procent maar verloor in de tweede ronde van Stipe Mesić.
Op 6 juli 2009 werd ze, nadat Ivo Sanader ontslag nam, de nieuwe president van de Kroatische Democratische Unie.
- Gemeinsame Normdatei: 1195452411
- International Standard Name Identifier: 0000 0000 3501 1907
- Library of Congress Control Number: n94095761
- Nationale Bibliotheek van Tsjechië: js20211107754
- Nationale en Universitaire bibliotheek Zagreb: 000018902
- Système universitaire de documentation: 267803184
- Virtual International Authority File: 16462686
- WorldCat: E39PBJqBvvBhRJqptCXQtxxVYP